# 4-es trolibusz (Debrecen)

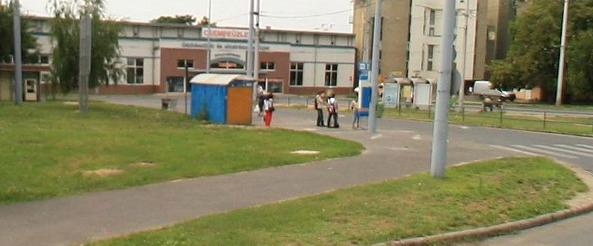
Segner tér

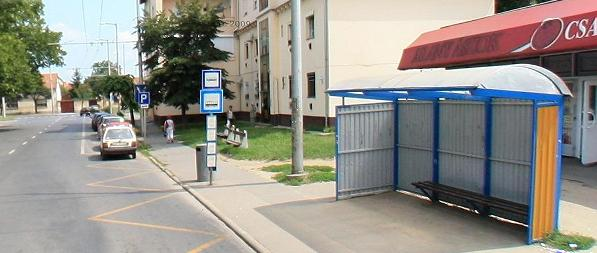
Dobozi lakótelep

A 4-es trolibusz Debrecenben a Segner tér – Dobozi lakótelep – Segner tér útvonalon közlekedik körjáratként. 2010. július 12-én, 10 év szünet után indultak meg újra a trolibuszok a vonalon. Útvonala során érinti a Segner teret, a helyközi autóbusz-állomást, a Földhivatalt, a Szent Efrém Általános Iskolát, a Dobozi lakótelepet, a Brassai Sámuel Szakközépiskolát és a Mechwart András Szakközépiskolát.
Jelenlegi menetrendje 2018. július 1-től érvényes.

## Története
A 90-es években terveztek egy Vincellér utca – Dobozi lakótelep trolibusz vonalat. 1995-ben a tervezett útvonal első felét adták át a Segner tér és a Dobozi lakótelep között 4A jelzéssel. Az első jármű a DKV 800-as pályaszámú Ikarus 415T típusú teszt trolibusza volt. A trolibusz meghosszabbítása sokáig napirenden volt, viszont a 90-es évek végén lekerült a napirendről. 1998 után a város és a DKV új irányvonalat vett, melynek célja a trolibuszvonalak megszüntetése volt. Ennek első lépéseként megszüntették a 4A trolibuszvonalat. Az utolsó járat 1999. december 31-én este közlekedett. Másnaptól a meghosszabbított 28-as busszal utazhattak az utasok. A 2000-es évek közepén több ígéretet is tettek, miszerint az új trolibuszok forgalomba állása után a 4A troli újraindul, viszont végül a 4A troli helyett a 3E trolibuszt indították el, mely újra bekapcsolta a 4A útvonalát a trolibusz-közlekedésbe, és a Dobozi lakótelep után nem fordult vissza, hanem tovább haladt az Egyetem felé. 2009-ben a 28-as buszt összevonták a józsai járatokkal, így már azok közlekedtek a Dobozi lakótelep felé. 2010-ben légszennyezésre hivatkozva a józsai járatok a Segner térig rövidültek, így július 12-től a Segner tér és a Dobozi lakótelep között a 2-es trolibusz útvonalán közlekedő, de a Dobozi lakótelep után a Segner tér felé visszaforduló 2D, és a 4-es jelzéssel újrainduló 4A trolibusszal lehetett közlekedni. A 2D 2011-ben megszűnt, a 4-es trolibusz pedig leritkult.

## Járművek
A viszonylaton a Solaris Trollino 12, illetve MAZ 103T típusú trolibuszok közlekednek.
Régebben ZiU–9 és Ikarus 280T trolibuszok isközlekedtek a vonalon.
Régebben buszok is közlekedtek a viszonylaton Alfa Cívis 12, ennek oka, hogy az eredetileg is buszos viszonylatokon keveset futottak a Cívisbuszok, és kiegészítésként főleg hétvégente a trolivonalakra is küldtek autóbuszokat.

## Útvonala
| Segner tér – Dobozi lakótelep – Segner tér |
| --- |
| Segner tér vá. – Nyugati utca – Széchenyi utca – Kossuth utca – Faraktár utca – Hajnal utca – Munkácsy Mihály utca – Víztorony utca – Ótemető utca – Rakovszky Dániel utca – Faraktár utca – Kossuth utca – Széchenyi utca – Nyugati utca – Segner tér vá. |

## Megállóhelyei
| 0  | Segner tér induló végállomás          | |
| 2  | Helyközi autóbusz-állomás             | 3, 3A, 5, 5A 10, 10A, 10Y, 14, 19, 25, 25Y, 34, 35, 35Y, 36, 41, 41Y, 42, 42A, 45, 46, 46E, 46EY, 46H, 46Y, 49, 49D, 49Y, 125, 125Y, 146, A1 Helyközi buszok                                 |
| 3  | Debreceni Ítélőtábla                  | 3, 3A 14, 19, 25, 25Y, 34, 35, 35Y, 36, 41, 41Y, 42, 42A, 45, 125, 125Y |
| 5  | Csokonai Színház                      | 1, 2 3, 3A 19, 25, 25Y, 41, 41Y, 125, 125Y |
| 7  | Kandia utca                           | 3, 3A 14I, 15, 15Y, 19, 25, 25Y, 41, 41Y, 45, 125, 125Y |
| 9  | Munkácsy Mihály utca                  | 5, 5A 16, 19, 21, 43 |
| 10 | Dobozi lakótelep vonalközi végállomás | 5, 5A 19, 43, A1 |
| 11 | Brassai Sámuel Szakközépiskola        | 5, 5A 19, 43, A1 |
| 13 | Ótemető utca                          | 5, 5A 43, A1 |
| 15 | Benedek Elek tér                      | 5, 5A 16, 21 Helyközi buszok |
| 17 | Faraktár utca                         | 5, 5A 16, 19, 21, 25, 25Y, 37, 41, 41Y, 43, 45, 125, 125Y Helyközi buszok |
| 19 | Kandia utca                           | 3, 3A 14I, 15, 15Y, 19, 25, 25Y, 41, 41Y, 45, 125, 125Y |
| 21 | Csokonai Színház                      | 1, 2 3, 3A 19, 25, 25Y, 41, 41Y, 125, 125Y |
| 23 | Debreceni Törvényszék                 | 3, 3A 14, 19, 25, 25Y, 34, 35, 35Y, 36, 41, 41Y, 42, 42A, 45, 125, 125Y |
| 25 | Mechwart András Szakközépiskola       | 3, 3A, 5, 5A 10, 10A, 10Y, 14, 19, 25, 25Y, 34, 35, 35Y, 36, 41, 41Y, 42, 42A, 45, 46, 46E, 46EY, 46H, 46Y, 49, 49D, 49Y, 125, 125Y, 146, A1 Helyközi buszok                                 |
| 26 | Segner tér érkező végállomás          | 3, 3A, 5, 5A 10, 10A, 10Y, 11, 13, 14, 17, 17A, 24, 24Y, 25, 25Y, 33, 33E, 33Y, 34, 35, 35E, 35Y, 36, 42, 42A, 45, 46, 46E, 46EY, 46H, 46Y, 49, 49D, 49Y, 125, 125Y, 146, A1 Helyközi buszok |

## Járatsűrűség
Pontos indulási idők itt.